# Schlomo Lahat

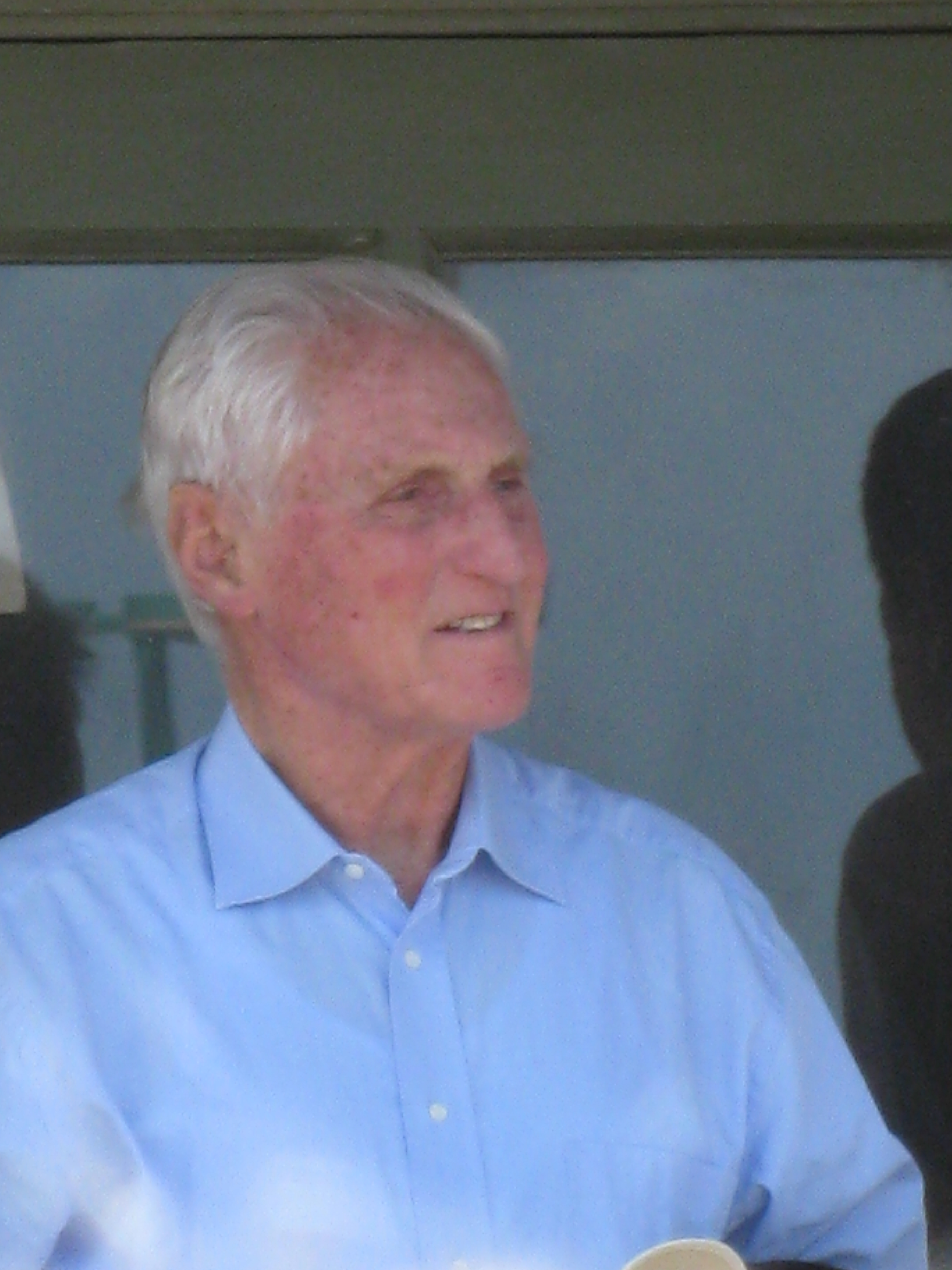
Schlomo Lahat (2009)

Schlomo „Tschitsch“ Lahat (* 9. November 1927 in Berlin als Salo Lindner; † 1. Oktober 2014 in Tel Aviv-Jaffa) war ein israelischer Offizier, zuletzt Generalmajor (Aluf), und in vier aufeinanderfolgenden Amtszeiten Bürgermeister von Tel Aviv.

## Leben
Die Familie wanderte 1933, im Jahr der nationalsozialistischen Machtergreifung, in das Völkerbundsmandat für Palästina aus, nachdem Schlomos Vater, ein Textilfabrikant, ein Mitglied der NSDAP geohrfeigt hatte. Schlomo war damals sechs Jahre alt. Er wuchs in Rechovot in einer deutsch geprägten Atmosphäre auf. Als Achtjähriger in Rechovot trieb er einmal beim Tauziehen seine Mitstreiter mit dem Ausruf «zieht!» an, woraus seine Freunde «Tschietsch צ'יץ'» machten, sein künftiger Spitzname. Er erzählte später die Anekdote, seine Mutter habe nur zwei Worte auf Ivrit gekannt: „Schalom!“ zur Begrüßung und Schalom zum Abschied.
Mit 17 Jahren ging Lahat in die Hagana und später in die israelischen Verteidigungsstreitkräfte (Zaha"l), wo er 30 Jahre diente und zuletzt Generalmajor (Aluf) war.
Ohne jede politische Erfahrung gründete er mit anderen das Parteienbündnis Likkud und kandidierte acht Monate nach seinem Ausscheiden aus der Armee als Bürgermeister Tel Avivs. Er war 19 Jahre lang, von 1974 bis 1993, Bürgermeister der Metropole. Er unterstützte die Erhaltung der Weißen Stadt mit Gebäuden im Stil des Bauhauses, baute die Strandpromenade aus, die heute nach ihm benannt ist (טיילת שלמה להט, Ṭayelet Schlomoh Lahaṭ), erfand den Slogan „Stadt ohne Pause“, ließ aber auch das alte Opernhaus abreißen, das der erste Tagungsort der Knesset gewesen war. Tel Aviv war zu seinem Amtsantritt am Freitagabend, also zu Beginn des Sabbat, eine verlassene Stadt; er ließ es zu, dass Kinos öffneten. Er förderte die Israeli Opera und die Kinemathek der Stadt.
Lahat litt in seinen letzten Lebensjahren an der Alzheimer-Krankheit. Er starb im Oktober 2014 und hinterließ seine Frau Ziva, geb. Pritzker, mit der er 59 Jahre verheiratet war, zwei Kinder und mehrere Enkel. Begraben wurde Lahat auf dem Trumpeldor-Friedhof in Tel Aviv.